# Kościół Wniebowzięcia Najświętszej Maryi Panny w Nowej Cerkwi
Kościół Wniebowzięcia Najświętszej Maryi Panny w Nowej Cerkwi – kościół rzymskokatolicki znajdujący się w Nowej Cerkwi. Siedziba parafii pod tym samym wezwaniem. 

## Historia
Barokowa świątynia, której początki sięgają XIV wieku. Została ona wzniesiona w 1312 r. w miejscu spalonego drewnianego kościółka z XIII wiek. Z tego czasu zachowały się: czworoboczna wieża, prezbiterium, zakrystia i skarbiec. We wnętrzu kościoła znajdował się wiszący wieloboczny balkon, tak umieszczony, że obecni w Nowej Cerkwi cystersi mogli, wchodząc od zewnątrz nad zakrystią, brać udział w nabożeństwach. W 1764 r. pożar zniszczył kościół i wieżę do tego stopnia, że pozostały tylko mury i sklepienie w prezbiterium, ale jeszcze tego samego roku odbudował go opat Izydor Tokarzewski, którego herb umieszczono na chorągiewce wieżyczki sygnaturkowej.

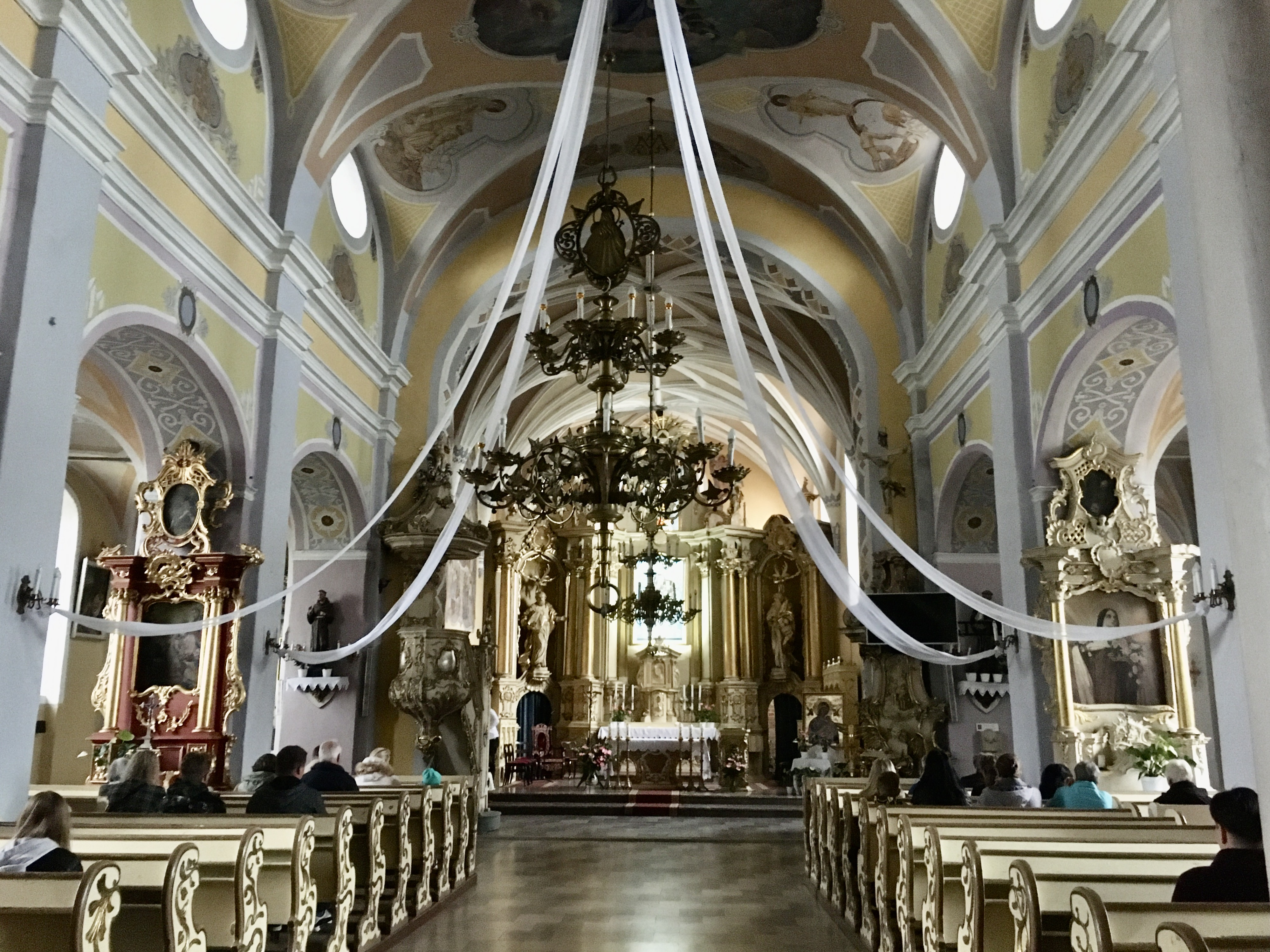
Wnętrze kościoła

Kościół gruntownie przebudowano, rozszerzając go o nawy boczne i starając się dać mu styl barokowy. Ogień strawił ponownie kościół w 1844 r., wypalając wnętrze i niszcząc wieżę. Obecnie jej zakończenie w stylu dolnonadwiślańskim z cegły niestylowej pochodzi z 1851 r. W czasie działań wojennych 1945 r. uszkodzeniu uległy nawy – boczna (południowa) i główna, oraz wieża. Wnętrze świątyni, o jednolitej zharmonizowanej całości, ma wystrój barokowy i rokokowy. Ołtarz główny z trzeciej ćwierci XVIII wieku ma w swym wnętrzu siedemnastowieczny obraz Matki Bożej uważany przez lud za cudowny. W górnej kondygnacji ołtarza znajduje się kamienna figura Matki Bożej Bolesnej przeniesiona tutaj w 1802 r. z kaplicy przydrożnej we wsi Borkowo. Obraz Niepokalanej w ołtarzu Matki Bożej Różańcowej jest gotycki, srebrną sukienkę wykonał w początkach XVIII wieku Siegfried Örnstern z Gdańska.
W kruchcie głównej znajduje się stara średniowieczna kropielnica oraz duży drewniany krucyfiks ludowej roboty. Własnością kościoła są trzy rokokowe feretony. Do 1942 r. na wieży wisiał dzwon Urban z 1561 r., jeden z najstarszych dzwonów diecezji chełmińskiej. Niemcy zabrali go na cele wojenne. Podczas II wojny światowej powstał wiszący w kościele żyrandol, w którym oprawki do świec zrobione zostały ze zbieranych w okolicy łusek po nabojach.
Podczas remontu kościoła w 1995 r. w podziemiach odnaleziono trumny i ludzkie szczątki. W podziemiach kościoła spoczywa też ostatni przeor opactwa cysterskiego w Pelplinie – Maciej Prądzyński (zm. 1829), który po zniesieniu klasztoru został proboszczem w Nowej Cerkwi, zachowując prawo noszenia habitu, pierścienia i krzyża.
Z kolei w 2005 r., podczas remontu wieży, odkryto średniowieczne malowidła, które pozostawiono widoczne. Na wieży zainstalowano wówczas – po długim okresie przerwy – odnowiony zegar. 
Cmentarz przykościelny został założony w XIV w.